# Aphylla scapula
Aphylla scapula är en trollsländeart som beskrevs av Belle 1992. Aphylla scapula ingår i släktet Aphylla och familjen flodtrollsländor. Inga underarter finns listade i Catalogue of Life.